# SS Kaiser Wilhelm der Grosse
Kaiser Wilhelm der Grosse je bil nemška oceanska linijska ladja poimenovana po Viljemu I. nemškemu cesarju prvemu mornahu (drugega) nemškega cesarstva. 
Ladja je bila zgrajena v Settinu (danes Szczecin, Poljska) za nemško družbo Lloyd (NDL), v službo pa je ladja vstopila leta 1897. To je bila prva linijska prekooceanska ladja z štirimi dimniki in je prva veljala za "super linij". Bila je prva od štirih sestrskih ladij, ki jih je med letom 1903 in 1907 zgradil NDL (druge so bile: SS Kronprinz Wilhelm, SS Kaiser Wilhelm II in SS Kronprinzessin Cecilie), to je pomenilo začetek spremembe načina kako je bila v Evropi na začetku prikazana pomorska nadvlada 20. stoletja. 
Ladja je bila povezana z hitrostjo, velikostjo, močjo in predvsem razkošjem. Med plovbo po Atlantiku je osvojila modri trak za Nemčijo, najpomembnejšo nagrado za najhitrejše potovanje po Atlantiku iz Evrope v ZDA. 
Leta 1900 je bila ladja močno poškodovana po velikem požaru v pristanišču v New Yorku v katerem je bilo prisotnih veliko ladij. Leta 1906 je bila ladja na poti v ZDA prisotna v trčenju v francoskem pristanišču v Cherbourgu s prihodom njenih sestrskih ladij. 
Ob začetku prve svetovne vojne so jo preuredili v pomožno križarko in ji dali ukaz, da naj napade in potopi sovražne ladje. Nekaj tednov po začetku vojne je ladja napadla in potopila veliko sovražnih ladij, 26. avgusta 1914 pa jo je v bitki Rio de Oro premagala britanska križarka HMS Highflyer, takrat je posadka ladjo sama potopila. Njeno razbitino so odkrili leta 1952. 

## Zgodovina

### Značilnosti, načrtovanje in gradnja
Ob koncu 19. stoletja je Združeno kraljestvo napredovalo v pomorski trgovini z oceanskimi linijskimi vodilnimi glavnimi pomorskimi podjetji, kot sta Cunard in White Star Line. Ko je Viljem I. Nemški leta 1871 ustvaril večji vpliv v Evropi, je cesar Wilhelm II želel utrditi nemški vpliv na morje in s tem zmanjšati vpliv Britancev. Leta 1889 se je cesar sam udeležil pomorskega pregleda v čast jubileja svoje babice kraljice Viktorije. Tam je videl moč in velikost teh britanskih ladij, zlasti najnovejšo in takrat največjo linijsko ladjo, ki je bila v lasti White Star Line, RMS Teutonic. Posebej je občudoval dejstvo, da se te ladje v času spopadov zlahka preuredile v pomožne križarke. Pustil je trajen vtis, cesar pa je slišal reči, da "Nekaj tega moramo imeti ..."
Norddeutscher Lloyd, splošno znan kot NDL ali severnonemški Lloyd, je bil eno samo od dveh nemških pomorskih podjetij, ki je vplivalo na izjemno donosni čezatlantski pomorski poti. Nobena od teh podjetij ni pokazala zanimanja za uporabo velikih linijskih ladij. NDL pa je bila prva družba, ki je katero koli svojo linijsko ladjo imenovala v čast članov cesarske družine, samo da je cesarju bila všeč. Podjetje je imelo tudi pomembne povezave s pomorskimi arhitekti v ladjedelnici Settiner Vulcan v Stettinu. Nato je NDL pristopila k bližnji ladjedelnici in jim naročil, da zgradijo novo "super linijsko ladjo", ki se bo imenovala Kaiser Wilhelm der Grosse. Nova ladja bi postavila nov slog za oceanske ladje. Bila je največja in najdaljša linijska oceanska ladja in bi bila največja doslej, od leta 1860, ko je bila največja ladja Great Eastern. Bila je prva ladja, ki je imela apartmaje s spalnimi prostori, vključno z zasebnim salonom in kopeljo. Zgrajena je bila s palubami, okrepljenimi za namestitev osmih 15 cm velikih pušk, štirih 12 cm velikih stranskih pušk in štirinajst mitraljezov;  čeprav je bilo v njeni končni preobrazbi v vojni dejansko nameščenih manj pušk in manj orožja. 
Kaiser Wilhelm der Grosse je bil splovljen 4. maja 1897 v prisotnosti cesarske družine; kralj je ob splovitvi krstil ladjo, katere ime je častilo njegovega cesarja Vilijama I, "Velikega". Gradnja in notranja dekoracija linijske ladje je potekala v Bremerhavenu, pred časom pa je bila pripravljena začeti svoje redne preizkuse na morju, njeno krstno potovanje pa bilo predvidoma septembra istega leta. Najbolj presenetljiva značilnost Kaiserja Wilhelma der Grosseja so bili njeni štirje dimniki, prva ladja, ki je kdaj prijela takšen kvartet, ki bi bila naslednji dve desetletji simbol velikosti in varnosti. 

#### Tehnični podatki
Kaiser Wilhelm der Grosse je bil dolg 200 metrov, širok 20 metrov, izpodrinil pa je 14.349 bruto registrskih ton. Ladjo sta poganjala dva poganjajoča se motorja s trojno razširitvijo in imela 6,8 m dolga propelerja, kar ji je omogočilo doseganje hitrosti več kot 20 vozlov (37 km / h; 23 mph).

### Kariera
Kaiser Wilhelm der Grosse je 19. septembra 1897 odplul na svojo krstno plovbo, ki je iz Bremerhavna v Southampton in od tam v New York. Z zmogljivostjo 800 potnikov tretjega razreda je NDL zagotovila, da bodo imeli veliko koristi od priseljencev, ki želijo zapustiti Evropo zaradi boljšega življenjskega v ZDA. Od krstne plovbe je bila edina super linijska ladja, ki je s takšno hitrostjo in takšno medijsko pozornostjo prečkala Atlantik. Marca 1898 je uspešno pridobila modri trak s povprečno hitrostjo plovbe 22,3 vozlov (41,3 km / h; 25,7 mph) in tako vzpostavila novo nemško konkurenčnost. Modri trak priznanje za najhitrejši prehod severnega Atlantika, proti vzhodu in zahodu, je že prej imela Cunardova ladja RMS Lucania. Ta obrat dogodkov je popolnoma spremljal svet in vse pomorske države, ki so nestrpno čakali, kako se bodo Britanci maščevali. Vendar je NDL kmalu leta 1900 izgubila modri trak, ko je ladjo prehitel, Deutschlandu Hamburg, družbe America Line. Ta sprememba dogodkov je bila sprejemljiva za Nemce, ki so se znali sprostiti ob vedenju, da so še vedno lastniki modrega traku najhitrejše ladje med plovbo; vendar je družba NDL nemudoma odredila, naj Kaiser Wilhelm der Grosse ponovno opravi postopek, s čimer zagotovi, da je prevladujoče nemško podjetje. Ta dopolnitev je vključevala namestitev brezžične komunikacije, nato nove tehnologije, ki je Kaiserju Wilhelmu der Grosseju omogočala, da pošilja telegrafska sporočila v pristanišče, s poudarkom na njeni podobi varnosti. 
NDL je boj popeljala še dlje. Leta 1901 je svoji vodilni ladji dodali še eno linijsko ladjo s štirimi dimniki, imenovano SS Kronprinz Wilhelm v čast prestolonaslednika Williama, nemškega prestola, nato pa so naročili še dve superlinijski ladji SS Kaiser Wilhelm II in SS Kronprinzessin Cecilie iz leta 1903 in 1907 oz. od leta 1903 do 1907 je modri trak držal SS Kaiser Wilhelm II. Družba je navedla, da so štiri linijske ladje priznanega razreda Kaiser, in se odločila, da jih bo imenovala kot "Four Flyers", kar je sklicevanje na njihovo hitrost in povezanost z modrim trakom.
Kariera Kaiserja Wilhelma der Grosse kljub svojemu prestižnemu luksuzu ni bila brez incidentov. Junija 1900 je bila na svojem pomolu v Hobokenu v New Jerseyju vdeležena v požaru, v katerem je umrlo sto ljudi, ki je poskušalo pogasiti požar, ko je ladja plavala po vodi na varno v reko Hudson. Šest let pozneje, 21. novembra 1906, je bila vzdeležena v trčenju z ladjo RMS Orinoco, britansko ladjo iz Royal Mail, v Cherbourgu. Pet potnikov na ladji Kaiser Wilhelm der Grosse in trije člani posadke na krovu Orinoco so v incidentu izgubili življenje, za Kaiser Wilhelm der Grosse pa je bilo ugotovljeno, da je imel v trupu 8-metrsko raztrgano luknjo. Župan New Yorka, William Jay Gaynor je v začetku avgusta 1910 potoval na ladji Kaiser Wilhelm der Grosse na kateri si je privoščil dopust, ko so ga 9. avgusta 1910 na krovu ustrelili. 
Še huje, zaradi naraščajoče tehnološkega razvoja v ladijskem prometu so ekspresni parniki NDL kmalu zastareli. Cunardova RMS Lusitania in RMS Mauretania sta na vseh področjih prehitela svoje nemške tekmece, in ko je leta 1911 bodoči RMS Olympic družbe White Star Line, prispel v službo, je luksuz na odprtem morju naredil še korak dlje. Kaiser Wilhelm der Grosse je bil leta 1913 obnovljen samo za potnike tretjega razreda.  Zdelo se je, da njena slava bledi, ne glede na njeno kariero kot prvi "štirje stackerji". Od 26. januarja 1907 je bila obtožena, da je prevažala potnike med Sredozemskim morjem in New Yorkom, kar je dejansko končalo javno kariero prvega od "štirih letakov". 

### Prva svetovna vojna in potopitev
Od leta 1908 so nemški pomorski kapitani prejemali naročila za pripravo v primeru nenadne vojne. V resnici je bil Kaiser Wilhelm der Grosse kmalu opremljen s topovi in s tem preurejen v pomožno križarko. Po vsem svetu so bile bojne ladje z orožjem in zalogami pripravljene spremeniti trgovska plovila v oborožene pomožne križarke. 4. avgusta 1914 sta Velika Britanija in Francija novedali vojno Nemčiji, potem ko so Nemci napadli Belgijo in Luksemburg. Kaiser Wilhelm der Grosse je bil prebarvan in preurejen v oboroženo križarko, pobarvan v sivo in črno. Njen takratni kapitan, kapitan Reymann, je deloval ne samo po vojnih pravilih, temveč tudi po milosti. 
Kaiser Wilhelm der Grosse je kmalu po začetku vojne napadel in potopil tri ladje, Tubal Cain, Kaipara in Nyanza, vendar šele po tem, ko so na krov sprejeli potnike. Na jugu južnega Atlantika je Kaiser Wilhelm der Grosse naletel na dve potniški oceanski linijski ladji: Galician in Arlanza. Prvi namen kapitana Reymanna je bil napasti in potopiti obe ladji toda, ko je opazil, da imata na krovu veliko žensk in otrok, ju je pustil. V tej zgodnji fazi vojne je bilo mišljeno, da se je proti njemu mogoče boriti viteško. Vendar naj bi kmalu postala popolna vojna in ladje niso bile več opozorjene pred odpuščanjem. Ko se je Kaiser Wilhelm der Grosse približeval zahodni obali Afrike, so bili njegovi kotli premoga skoraj prazni in jih je bilo treba ponovno napolniti. Ustavila se je pri Río de Oro (Villa Cisneros, nekdanja španska Sahara), kjer so nemški in avstrijski kurjači začeli z nalogo: na ladjo so naložili dodaten premog in natočili dodatno gorivo. 
Naloga je še vedno potekala 26. avgusta 1914, ko je pred obalo priplula britanska pomožna križarka HMS Highflyer. Kapitan Reymanna je hitro pripravil ladjo in posadko na boj, ko so z ladje izkrcali vse delavce, ki so nalagali premog in nagajali gorivo v kotlovnico in strojnico. Prišlo je do hudega boja, vendar se je končal dramatično, ko je Kaiserju Wilhelmu der Grosseu zmanjkalo streliva in preostalega orožja. Po besedah Nemcev je kapitan Reymann, namesto da bi obdržal nekdanji ponos Nemčije, ukazal, da se ladjo potopi tako, da se ob ladijskem trupu sestreli dinamit, ki je takrat ostal na palubi. Posadka je sestrelila dinamit, pri eksploziji pa je na trupu ladje nastala velika luknja zaradi česar se je Kaiser Wilhelm der Grosse prevrnil na bok in potonil. To različico dogodkov so izpodbijali Britanci, ki so navedli, da je bil Kaiser Wilhelm der Grosse močno poškodovan in je zato tudi potonil, ko je kapitan Reymann ukazal zapustiti ladjo. Britanci so trdno verjeli in trdili, da je HMS Highflyerja potopila izkušeno nemško ladjo. Kapitanu je uspelo priplavati na obalo, pot v Nemčijo pa je nadaljeval tako, da je delal kot kurjač na nevtralni ladji. (Večina posadke je bila zaprta in zadržana v preostalem vojnem taborišču Amherst v Novi Škotski.)
Vzrok za poraženost in potopitev tako velike linijske ladje v primeru vojne je bila njihova velika poraba goriva. Večina linijskih ladij je bila kasneje predelana iz križark v bolniške ladje ali vojaške ladje.

## Razbitina
Razbitina Kaiserja Wilhelma der Grossea je bila odkrita leta 1952. 6. septembra 2013 je Salamsko združenje za varstvo okolja in trajnostni razvoj v Maroku posnelo podvodne posnetke razbitine z ladijskim imenom na trupu. To je maroško ministrstvo za kulturo potrdilo 8. oktobra 2013.